# Liste der Abgeordneten zum Burgenländischen Landtag (III. Gesetzgebungsperiode)
Diese Liste der Abgeordneten zum Burgenländischen Landtag listet alle Mitglieder des Burgenländischen Landtags in der III. Gesetzgebungsperiode auf. Die Gesetzgebungsperiode wurde am 20. Mai 1927 mit der Angelobung der Abgeordneten und der Wahl des Präsidiums eröffnet und endete nach 54 Sitzungen am 5. Dezember 1930 mit der Angelobung des Landtags der IV. Gesetzgebungsperiode. Nach der Landtagswahl am 24. April 1927 entfielen 14 von 32 Mandaten auf die Einheitsliste (gemeinsame Liste von Christlichsozialer Partei, Großdeutscher Volkspartei und andere Gruppierungen), 13 auf die Sozialdemokratische Partei (SdP) und 5 auf den Landbund für Österreich (LdB).
Dem Präsidium saß als 1. Landtagspräsident der SdP-Abgeordnete Ernst Hoffenreich vor. Die Funktion des 2. Landtagspräsidenten hatte zunächst bis 15. Juli 1930 Nikolaus Freyberger (CSP) inne. Er wurde an diesem Tag von Josef Reil abgelöst. 3. Landtagspräsident war während der gesamten Periode Michael Gesell (LdB). Die Funktion des Schriftführers übten Franz Schön (bis 24. Juni 1930) und Hans Sylvester aus, Ordner waren Hans Bögl und Johann Kruesz.
Der Burgenländische Landtag wählte in der ersten Landtagssitzung am 20. Mai 1927 die Burgenländische Landesregierung. Da die Funktion des Landeshauptmanns zwei Mal wechselte, amtierten während der Gesetzgebungsperiode die Landesregierungen Rauhofer II, Schreiner I und Thullner.
| Name                    | Fraktion | Anmerkung                                |
| ----------------------- | -------- | ---------------------------------------- |
| Berloschnik Bonaventura | SdP      |                                          |
| Bögl Hans               | SdP      |                                          |
| Brugnak Oskar           | SdP      | bis 13. Dezember 1927                    |
| Enzenberger Leopold     | LdB      |                                          |
| Freyberger Nikolaus     | CSP      | bis 15. Juli 1930                        |
| Gansrigler Matthias     | CSP      |                                          |
| Gesell Michael          | LdB      |                                          |
| Heger Josef             | SdP      | bis 15. Oktober 1929                     |
| Hoffenreich Ernst       | SdP      |                                          |
| Hollenthoner Stefan     | CSP      |                                          |
| Horvath Anton           | CSP      |                                          |
| Karall Lorenz           | CSP      |                                          |
| Koch Michael            | CSP      |                                          |
| Koppensteiner Johann    | SdP      | ab 13. Dezember 1927 für Oskar Brugnak   |
| Kruesz Johann           | CSP      |                                          |
| Leser Ludwig            | SdP      |                                          |
| Müller Alois            | SdP      | ab 18. Dezember 1929 für Josef Heger     |
| Pomper Josef            | LdB      |                                          |
| Reeh Thomas             | CSP      |                                          |
| Reil Josef              | CSP      |                                          |
| Rosenberger Paul        | SdP      |                                          |
| Schön Franz             | SdP      | bis 24. Juni 1930                        |
| Springschitz Stefan     | SdP      | ab 24. Juni 1930 für Franz Schön         |
| Striny Alois            | SdP      |                                          |
| Suchard Hans            | SdP      |                                          |
| Sylvester Hans          | CSP      |                                          |
| Thullner Johann         | CSP      |                                          |
| Till Ignaz              | SdP      |                                          |
| Tomsich Koloman         | SdP      |                                          |
| Vas Michael             | LdB      |                                          |
| Wachter Josef           | CSP      |                                          |
| Wagner Johann           | CSP      |                                          |
| Walheim Alfred          | LdB      |                                          |
| Wallner Franz           | CSP      | ab 15. Juli 1930 für Nikolaus Freyberger |
| Wimmer Josef            | SdP      |                                          |
| Wollinger Karl          | GdP      |                                          |